# Sumner No. 2 Township (comté de Bremer, Iowa)
Sumner No. 2 Township est un township, du comté de Bremer en Iowa, aux États-Unis,.

## Source de la traduction
- (en) Cet article est partiellement ou en totalité issu de l’article de Wikipédia en anglais intitulé « Sumner No. 2 Township, Bremer County, Iowa » (voir la liste des auteurs).